# Austre Marholmane
Austre Marholmane est une île norvégienne du comté de Hordaland appartenant administrativement à Bømlo.

## Description
Rocheuse et désertique, elle s'étend sur environ 347 m de longueur pour une largeur approximative de 118 m. 